# 다트머스 회의
다트머스 회의(Dartmouth Conference)는 인공지능이라는 분야를 확립한 학술회의다. 1956년에 열렸다. 당시 다트머스 대학에 있던 존 매카시가 개최한 것으로, 마빈 민스키, 너대니얼 로체스터, 클로드 섀넌 등도 공동으로 제안했다. 그 제안서에 처음으로 인공지능(Artificial Intelligence)라는 용어가 사용되었다.
회의는 한 달에 이르는 것으로, 기본적으로 브레인 스토밍의 장이었다.

## 같이 보기
- 인공지능의 역사